# Jonas Rouhi
Jonas Jakob Rouhi, född 7 januari 2004 är en svensk fotbollsspelare (försvarare) som spelar för Juventus i Serie A.

## Klubblagskarriär
Jonas Rouhis moderklubb är Tullinge TP. Han gjorde därefter flera säsonger i Hammarby IF innan han flyttade till IF Brommapojkarna. Under tiden i BP skolades Rouhi i 15-årsåldern om från yttermittfältare/anfallare till vänsterback.

### Juventus FC
Efter att ha provspelat med Juventus som 15-åring skrev Jonas Rouhi på för den italienska storklubben i februari 2020. Den första tiden i Italien blev dock speciell, då coronaviruset bröt ut vilket innebar att Rouhi redan efter en månad fick vända hem till Sverige igen och därefter spendera flera månader i Stockholm istället.
Drygt tre år efter flytten till Italien flyttades Rouhi sommaren 2023 upp i reservlaget, Juventus Next Gen, hemmahörande i Serie C. I början av 2024 rapporterades såväl AIK som IFK Göteborg vara intresserade av att plocka hem Rouhi till Sverige. Juventus sa dock nej. I augusti 2024 flyttades han istället upp till A-laget och förlängde sitt kontrakt till 30 juni 2028.

## Landslagskarriär
Jonas Rouhi har representerat Sveriges U21-, U19- och U17-landslag. Förutom Sverige har han möjlighet att representera Marocko.
Den blågula debuten kom i 2004-kullens första landskamp, då P15-landslaget förlorade med 2-4 mot Finland den 20 augusti 2020. Coronapandemin medförde att chansen till att spela U17-EM 2021 försvann men senare samma år gjorde Rouhi sin första U19-landskamp när P17-landslaget spelade 0-0 mot Belgien den 4 september 2021. Han spelade senare alla sex kvalmatcher när Sverige misslyckades att kvala in till U19-EM 2023.
I mars 2024 blev Jonas Rouhi för första gången uttagen till U21-landslaget och debuterade i 6-1-segern mot Cypern den 22 mars.

## Statistik
| Klubb              | Säsong             | Liga               | Liga    | Liga | Nationell cup | Nationell cup | Internationell cup | Internationell cup | Övrigt  | Övrigt | Totalt  | Totalt |
| Klubb              | Säsong             | Division           | Matcher | Mål  | Matcher       | Mål           | Matcher            | Mål                | Matcher | Mål    | Matcher | Mål    |
| ------------------ | ------------------ | ------------------ | ------- | ---- | ------------- | ------------- | ------------------ | ------------------ | ------- | ------ | ------- | ------ |
| Juventus Next Gen  | 2023/2024          | Serie C Grupp B    | 22      | 2    | 2             | 0             | -                  | -                  | 6       | 0      | 30      | 2      |
| Totalt i karriären | Totalt i karriären | Totalt i karriären | 22      | 2    | 2             | 0             | 0                  | 0                  | 6       | 0      | 30      | 2      |

## Personligt
Jonas Rouhi är född i Sverige av en marockanska pappa och en polsk mamma.
Under barndomen och tidiga tonåren tränade han taekwondo i sex års tid och lyckades vinna både SM-guld och Nordiska Mästerskapen som junior. I samband med klubbytet till IF Brommapojkarna valde Rouhi att sluta med taekwondo och enbart satsa på fotbollen.